# Medalla Logan de las Artes
La Medalla Logan de las Artes es un premio instituido por el patrón de las artes Frank Granger Logan, fundador de la casa de inversiones Logan & Bryan. Fue miembro de la junta del Instituto de Arte de Chicago durante cincuenta años. Se entregaron 270 medallas entre 1917 y 1940.

## Ganadores (lista parcial)
- Naum Gabo
- Edward Hopper
- Isamu Noguchi
- Willem de Kooning
- George Bellows
- Santiago Martínez Delgado
- Charles Hopkinson
- James Brooks (pintor)
- B.J.O. Nordfeldt
- Al Held
- Heinz Warneke
- Lawrence Adams
- Cecilia Beaux
- Frank Tolles Chamberlin
- Marguerite Zorach
- William Zorach
- Howard Norton Cook
- Frederic Milton Grant
- Theodore Roszak (artist)
- David Hayes)
- Emil Holzhauer
- James Rosati
- Charles Wheeler Locke
- Terrence Karpowicz
- Doris Lee
- Suzanne Martyl
- Conrad Marca-Relli
- Frank Moore
- Frank V. Dudley
- Carl E. Schwartz
- Louis Conrad Rosenberg
- Sergio Andres Puentes(Calleje)

- Datos: Q9031007